# Heliophanillus
Heliophanillus Prószynski, 1989 è un genere di ragni appartenente alla famiglia Salticidae.

## Distribuzione
Delle quattro specie oggi note di questo genere quella che ha l'areale più ampio, dalla Grecia all'Asia centrale, è la H. fulgens.
La H. suedicola è stata rinvenuta nello Yemen e sull'isola di Socotra; infine le due specie scoperte nel 2010 sono endemiche degli Emirati Arabi Uniti.

## Tassonomia
L'aracnologo Prószynski, nel 1989, esaminando alcuni esemplari catalogati come Euophrys fulgens (O. P.-Cambridge, 1872) più di un secolo prima, trovò che avevano caratteristiche sufficienti per poter assurgere al rango di genere a sé stante.
A dicembre 2010, si compone di quattro specie:
- Heliophanillus conspiciendus Wesolowska & van Harten, 2010 — Emirati Arabi Uniti
- Heliophanillus fulgens (O. P.-Cambridge, 1872)[2] — dalla Grecia all'Asia centrale
- Heliophanillus metallifer Wesolowska & van Harten, 2010 — Emirati Arabi Uniti
- Heliophanillus suedicola (Simon, 1901) — Yemen, Socotra